# Autalia tetracarinata
Autalia tetracarinata är en skalbaggsart som beskrevs av Cameron 1950. Autalia tetracarinata ingår i släktet Autalia och familjen kortvingar. Inga underarter finns listade i Catalogue of Life.